# 鴻野貴光
鴻野貴光（日语：／ Kōno Takamitsu），日本男編劇。大日本獵友會會員。

## 參加作品
粗體字表示劇本統籌作品。

### 電視動畫
2000年
- 嬰兒菲力貓（日语：ベイビーフィリックス）（—2001年，編劇）

2004年
- Wind -a breath of heart-（編劇）

2005年
- 漫畫派對Revolution（編劇）
- 彈珠汽水（編劇）

2006年
- 妖逆門（編劇）
- 嬌蠻之吻 Cool×Sweet（編劇[2]）

2007年
- Venus Versus Virus（編劇）
- 南家三姊妹（編劇）
- AYAKASHI（—2008年，編劇）

2008年
- 今天的五年二班（編劇）

2009年
- 魔神相克者2（編劇）

2010年
- 超元氣3姊妹（編劇）

2011年
- 超元氣3姊妹 增量中！（編劇）
- 我們沒有翅膀（編劇[3]）
- 變研會（編劇）
- 迷糊軟網社（編劇[4][5]）
- 蘿黛的後宮玩具（編劇）
- 輕鬆百合（編劇）
- R-15（編劇）

2012年
- 輕鬆百合♪♪（編劇）
- Campione 弒神者！～不順從之神與弒神的魔王～（編劇）

2013年
- 南家三姊妹 歡迎回家（編劇）
- 戀愛研究所（編劇）
- IS〈Infinite Stratos〉2（編劇）

2014年
- 生存遊戲社（編劇）
- 妖怪手錶（—2018年，編劇）

2015年
- 絕對雙刃（編劇[6]）
- 靈感少女（編劇）
- 干物妹！小埋（編劇）
- 傳頌之物 虛偽的假面（—2016年，編劇）

2016年
- 決鬥大師 VSR（編劇）
- 神聖之門（編劇）
- 鬼斬（編劇[7]）
- 一課一練[8]
- 時間飛船24（—2017年，編劇）

2017年
- 廢天使加百列（編劇）
- 時鐘機關之星（編劇）
- 妖怪公寓的優雅日常（編劇）

2018年
- 三麗鷗男子（編劇）
- 妖怪手錶 影之章（—2019年，編劇）
- 我家的女僕有夠煩！（編劇）
- 爆釣王（日语：爆釣バーハンター）（—2019年，編劇）

2019年
- Endro～！（編劇）
- 波吉!! 發明 閃亮模力小天才（—2020年，編劇）
- 我不是說了能力要平均值嗎？（編劇）

2020年
- 先鋒飛車 極速合體 地球防衛隊（—2021年，編劇）
- 宇崎學妹想要玩！（編劇）
- 熊熊勇闖異世界（編劇）

2021年
- 魔卡派對（—2022年，編劇）
- 宇宙奇妙生物小鐵君（日语：宇宙なんちゃら こてつくん）（—2023年，編劇）

2022年
- 自稱賢者弟子的賢者（編劇[9]）
- 鬼褲衩（編劇）
- 被勇者隊伍開除的馭獸使，邂逅了最強種的貓耳少女（編劇[10]）

2023年
- 破滅的王國[11]（編劇）
- 重生者的魔法一定要特別（編劇[12]）
- 超超超超超喜歡你的100個女朋友（編劇）

2024年
- 極速星舞[13]
- 魔王軍最強的魔術師是人類（編劇）
- 鹿乃子乃子乃子虎視眈眈（編劇）

2025年
- 我與尼特女忍者的莫名同居生活（編劇）
- 魔神創造傳（編劇）
- 終末起點[14]
- 外星人姆姆（日语：宇宙人ムームー）（編劇）

### OVA
- 你所期望的永遠 ～Next Season～（編劇）
- ToHeart2 ad（編劇）
- 今天的五年二班 放學後（編劇）
- 乳霜檸檬 New Generation（編劇）
- OVA 受讚頌者（編劇）
- ToHeart2 adplus（編劇）
- 變研會（編劇）
- 蘿黛的後宮玩具EX（編劇）
- 南家三姊妹 久候多時（編劇）
- 黑色五葉草（編劇）

### 網路動畫
- Vie Durant（日语：Vie Durant）（編劇）
- 亞由真由劇場（日语：あゆまゆ劇場）（編劇）

### 小說
- 彈珠汽水

## 相關項目
- 日本動畫師列表（日语：アニメ関係者一覧）

## 外部連結
- 鴻野貴光的X（前Twitter） （日語）